# Українська Народна Республіка

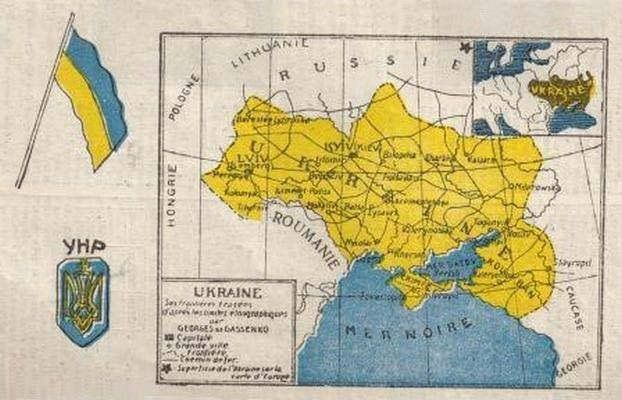
«Українська Народна Республіка» — Франкомовна карта, датується 1918 роком

Украї́нська Наро́дна Респу́бліка (УНР; у тодішній ортографії Українська Народня Республіка) — українська держава зі столицею в Києві, яка в 1917—1921 роках контролювала території центральної, східної та південної України. Постала на місці південно-західних губерній Російської імперії, населених переважно українцями. До квітня 1918 року очолювалася Центральною Радою УНР на чолі з Михайлом Грушевським, після грудня 1918 року — Директорією УНР, яка усунула від влади Павла Скоропадського — гетьмана Української Держави.
Проголошена 7 (20) листопада 1917 року, після більшовицького жовтневого перевороту, як автономна республіка в складі Російської республіки
22 січня 1918 року проголошена незалежною та суверенною державою, після початку радянсько-української війни. Встановила дипломатичні відносини з понад 20 країнами світу. До березня 1918 року мала міжнародну підтримку Німецької та Австро-Угорської імперій. Після поразки останніх в Першій світовій війні залишилась без їхньої допомоги.
У квітні 1918 року серед керівників Німецької імперії здобуває популярність Павло Скоропадський. 29 квітня 1918 року було здійснено державний переворот, унаслідок якого до влади прийшов гетьман Скоропадський та було встановлено Українську Державу замість УНР.
14 грудня 1918 року внаслідок антигетьманського повстання Директорією було відновлено УНР.
22 січня 1919 року УНР об'єдналася із Західноукраїнською Народною Республікою, яка постала в жовтні 1918 року внаслідок розпаду Австро-Угорської імперії після Першої світової війни.
1921 року територія республіки була розділена за результатами Ризького договору 1921 року між Польщею, з одного боку, та Радянською Росією й Українською СРР з другого.
Протягом 12 листопада 1920 — 22 серпня 1992 року уряд республіки перебував у вигнанні (екзилі), а потім передав свої повноваження владі незалежної України.

## Назва
За тогочасним правописом назва держави писалась як «Українська Народня Республіка». Після приходу радянської влади (після окупації УНР), радянська влада в Харкові прийняла правопис 1933 року, наблизивши українську до російської, тому зараз цю державу називають «Українська Народна Республіка»[джерело?].

## Історія

### Передумови виникнення
Перша світова війна дуже послабила Російську імперію, викликала економічну кризу в країні, призвела до розорення великих мас селянства та зубожіння багатьох робітників, поглибила соціально-економічні і політичні суперечності, що спричинило масовий страйковий рух, особливо у великих промислових центрах.
23 лютого (8 березня) 1917 року в Петрограді, столиці Російської імперії, спалахнула Лютнева революція. 2 (15) березня 1917 року Микола II зрікся престолу, а на місці імперії виникла Російська республіка, в країні встановилося двовладдя. З одного боку, замість старого центрального уряду постав Тимчасовий уряд, який виступав за продовження Першої світової війни, примат приватної власності і демократизацію Росії за західним зразком. З іншого боку, в регіонах почали формуватися Ради робітничих і солдатських депутатів, які вимагали припинення війни, ліквідацію приватної власності, передачі землі селянам, установлення соціалістичного ладу.

### Утворення Центральної Ради. Автономія у складі Росії

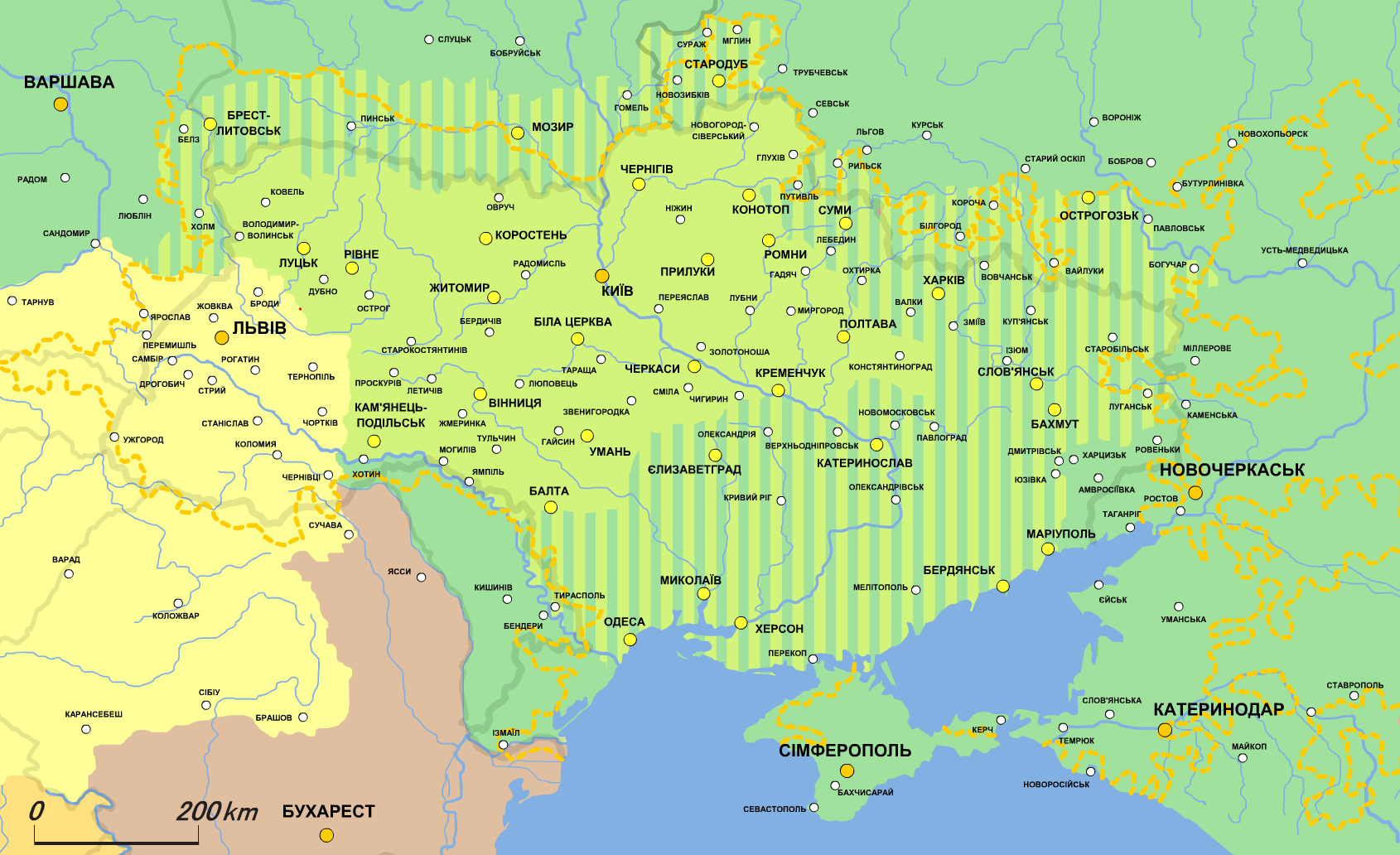
Карта Української автономії (1918.VIII.17):
Територія України на яку згідно з «Тимчасової інструкції» поширювалися повноваження Генерального секретаріату
Претензії Генерального Секретаріату
Межі проживання українців
Російська Імперія
Австро-Угорська Імперія
Румунське королівство
Сербія

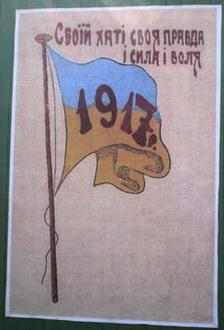
Плакат 1917 року: «Своїй хаті своя правда і сила, і воля»

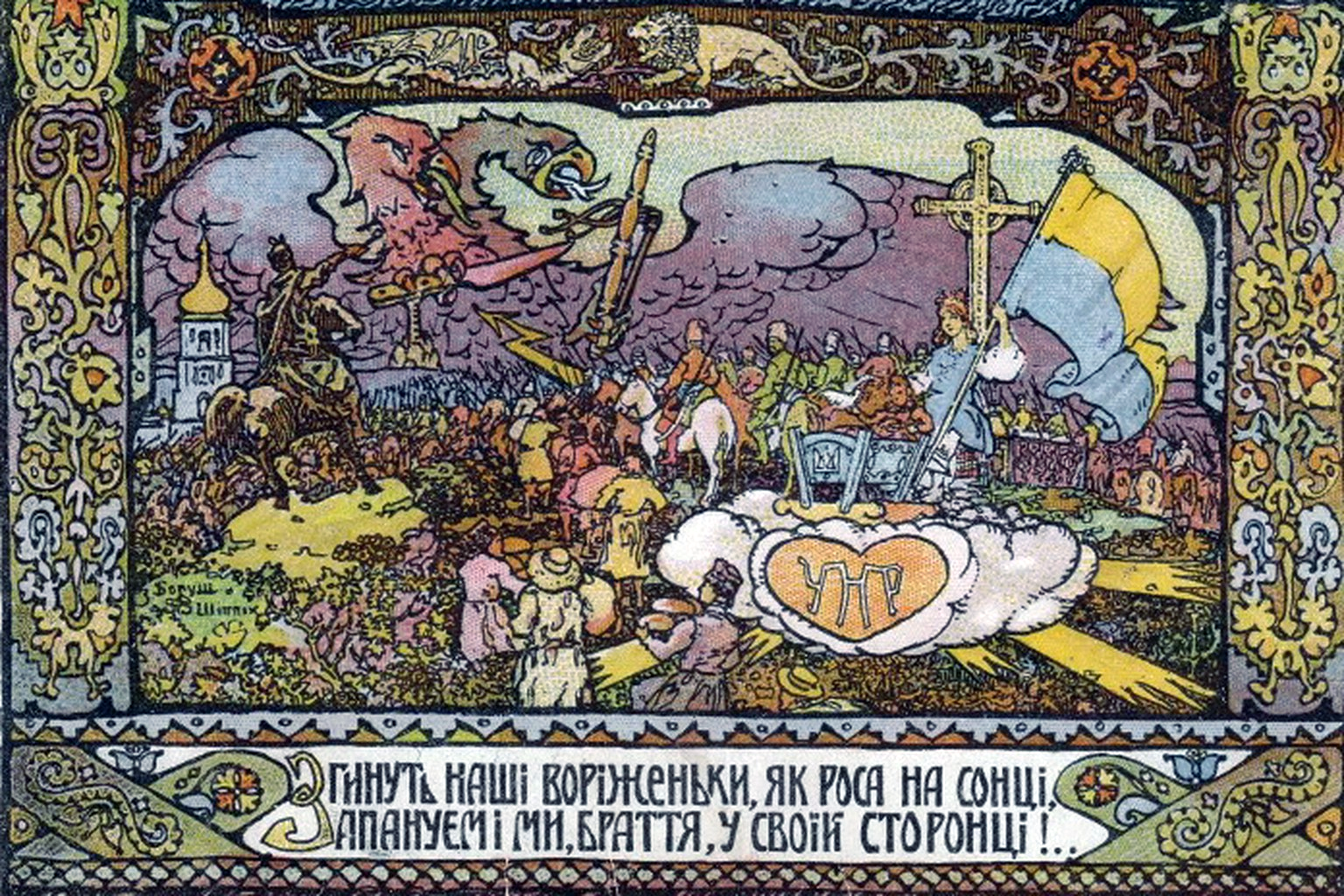
Плакат 1917 року: «Згинуть наші воріженьки як роса на сонці, запануєм і ми, браття, у своїй сторонці!..»

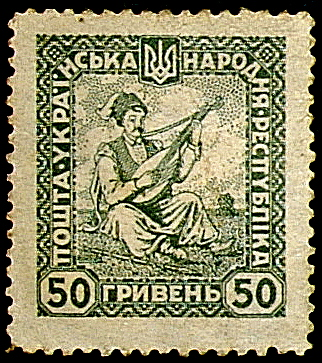
Поштова марка

Революція 1917 року стала додатковим імпульсом для розвитку широкого українського національного руху (див. також Український націоналізм). 4 (17) березня 1917 року в Києві була створена Українська Центральна Рада (УЦР) — представницький орган політичних і громадських організацій міста. 7 (20) березня 1917 року було обрано її керівний склад на чолі з істориком Михайлом Грушевським. 19 березня (1 квітня) 1917 року в Києві пройшла 100-тисячна українська маніфестація, на якій було висунуто вимогу національно-територіальної автономії для України. Цю ідею підтримали з'їзди українських партій — Товариства українських поступовців (25 (12)  — 26 березня (13 квітня); майбутньої Української партії соціалістів-федералістів), Української партії соціалістів-революціонерів (4 (17)  — 5 (18) квітня), Української соціал-демократичної робітничої партії (4 (17)  — 5 (18) квітня). Паралельно з цим, протягом березня — квітня, у регіонах України йшов процес формування Рад.
6 (19) квітня — 8 (21) квітня 1917 року в Києві відбувся Всеукраїнський національний конгрес, на якому Центральна рада була перетворена на головний представницький орган політичних і громадських організацій України. Конгрес постановив добиватися національно-територіальної автономії українців у складі федеративної та демократичної Росії. Центральна Рада була поповнена депутатами від різних регіонів і суспільних класів, і стала виконувати функції тимчасового українського парламенту.
У травні 1917 року була заснована Українська демократично-хліборобська партія, що стояла на позиціях негайного проголошення незалежності України.

#### І Універсал
У травні Центральна Рада розпочала переговори з російським Тимчасовим урядом про визнання автономії України та визначення її кордонів. Проте українські вимоги були проігноровані. Через це 10 (23) червня 1917 року Центральна рада одноосібно прийняла І Універсал, який проголошував автономію України в складі Росії:
|  | ...Не одділяючись від всієї Росії, не розриваючи з державою російською, хай народ український на своїй землі має право сам порядкувати своїм життям. Хай порядок і лад на Вкраїні дають — вибрані вселюдним, рівним, прямим і тайним голосуванням — Всенародні Українські Збори (Сойм). Всі закони, що повинні дати той лад тут у нас, на Вкраїні, мають право видавати тільки наші Українські Збори... |

Універсал був оприлюднений на ІІ Всеукраїнському військовому з'їзді та здобув популярність у Центральній раді. Остання сформувала 15 (28) червня 1917 року тимчасовий український уряд — Генеральний секретаріат, очолюваний Володимиром Винниченком. Він розпочав нові переговори з Тимчасовим урядом Росії щодо визнання самопроголошеної автономії.

#### ІІ Універсал
Влiтку 1917 року голова російського Тимчасового уряду Олександр Керенський прибув до Києва, зустрівся з Михайлом Грушевським, відвідав Маріїнський палац і будівлю Центральної Ради, де промовив: «Якщо Росія зжила себе, то процес її розпаду повинен піти звідси [з Києва]», на що діяч УНР Александр Шульгин пророче відповів «Пам'ятайте, Александре Федоровичу, порятунок Росії в її децентралізації, і якщо вона не буде вчасно децентралізована, то вона загине».
3 (16) липня 1917 року, в результаті складних переговорів з російською владою, Українська Центральна Рада прийняла ІІ Універсал, який скасовував автономію України, відкладаючи її проголошення до скликання Всеросійських установчих зборів:
|  | Ми, Центральна рада, яка завжди стояла за те, щоб не одділяти Україну од Росії, щоб вкупі з усіма народами її прямувати до розвитку та добробуту всієї Росії і до єдності демократичних сил її... Вважаючи, що утворення краєвого органу Временного правительства на Україні забезпечує бажане наближення управління краєм до потреб місцевої людності в можливих до Учредительного зібрання межах, і визнаючи, що доля всіх народів Росії міцно зв’язана з загальними здобутками революції, ми рішуче ставимось проти замірів самовільного здійснення автономії України до Всеросійського Учредительного зібрання... |

Домовленості Центральної Ради з Тимчасовим урядом були розцінені частиною українського суспільства як зрада. 4 (17) липня 1917 року, з метою проголошення незалежності України відбувся збройний виступ українізованих військових частин — 2-го українського полку імені Павла Полуботка. Акція була придушена російськими військовиками на прохання керівництва Центральної Ради.
4 (17) серпня 1917 року Тимчасовий уряд Росії видав інструкцію українському Генеральному секретаріатові, якою визначав його своїм представником в Україні. Під нагляд Генерального секретаріату передавалися Київська, Полтавська, Подільська, Волинська губернії, а також частина Чернігівської губернії без Стародубщини.
8 (21) вересня 1917 — 15 (28) вересня 1917 року за ініціативи Центральної Ради в Києві пройшов З'їзд народів Росії, який схвалив курс Центральної Ради на створення національно-територіальної автономії для українців та інших національностей у складі федеративної Росії. Одночасно з цим в українських регіонах йшов процес формування червоної гвардії і більшовизації Рад. Під впливом більшовиків вони прийняли резолюції щодо негайної передачі влади Радам.

#### ІІІ Універсал
25 жовтня (7 листопада) 1917 року в Петрограді стався переворот. Тимчасовий уряд Росії було повалено більшовиками на чолі з Володимиром Леніним. Вони сформували Раду народних комісарів Росії, що стала новим господарем країни. 26 жовтня (8 листопада) більшовики спробували захопити владу в Києві. У ході боїв між ними та прихильниками Тимчасового уряду, Українська Центральна Рада встановила свій контроль над містом. 7 (20) листопада 1917 року вона з власної ініціативи прийняла ІІІ Універсал, який проголошував заснування Української Народної Республіки як автономії в складі Російської федеративної республіки:
|  | …Віднині Украіна стає Украінською Народньою Республикою. Не відділяючись від республики Російськоі і зберігаючи єдність іі, ми твердо станемо на нашій землі, щоб силами нашими помогти всій Росії, щоб вся республика Російська стала федерацією рівних і вільних народів. До Установчих зборів Украіни вся власть творити лад на наших землях, давати закони й правити надлежить нам, Украінській Центральній Раді, й нашому правительству – Генеральному Секретаріятові Украіни... |

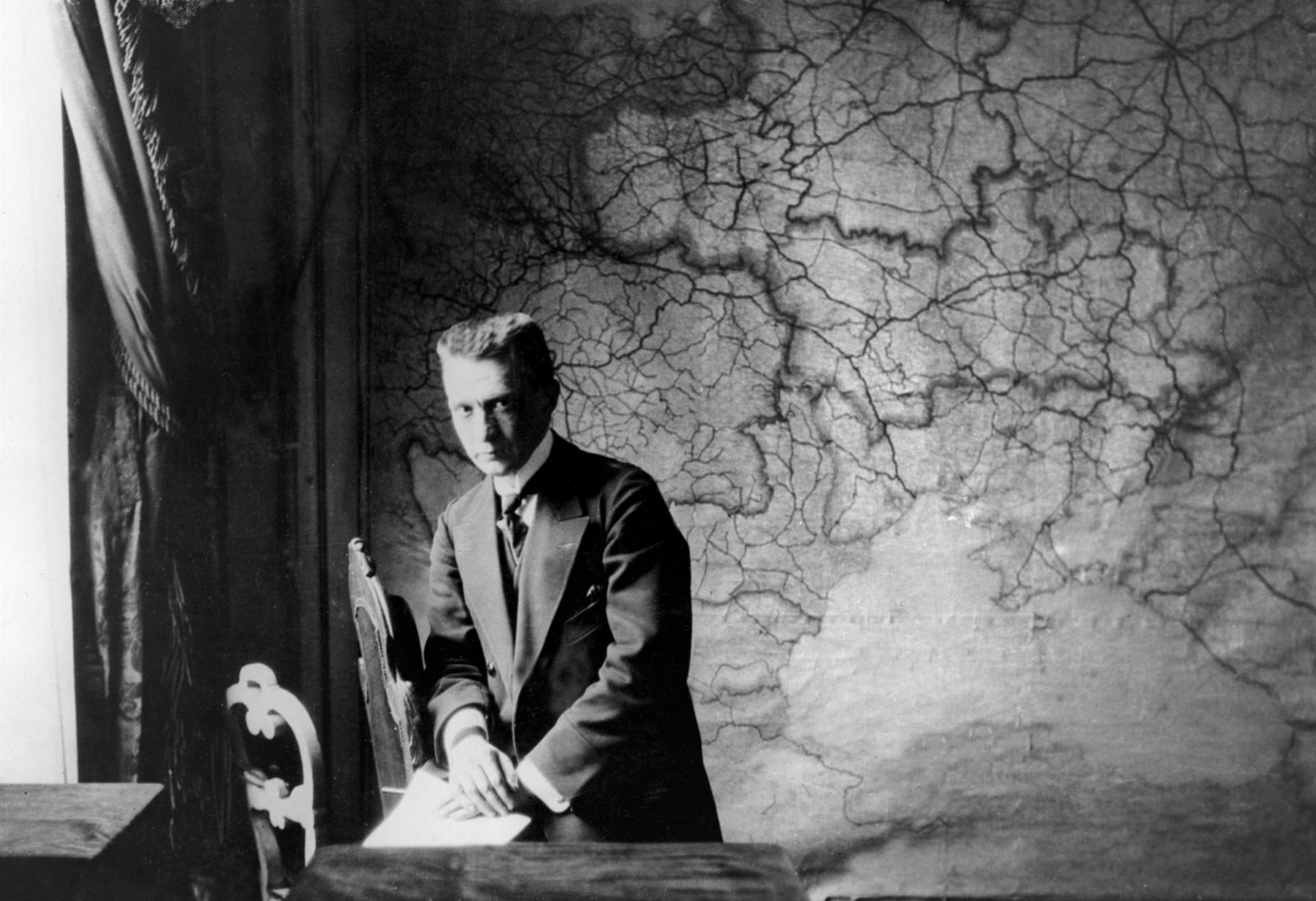
Голова Тимчасового Уряду Олександр Керенський на фоні мапи УНР після Третього Універсалу

До Української Народної Республіки входили території, населені переважно українцями: Київщина, Поділля, Волинь, Чернігівщина, Полтавщина, Харківщина, Катеринославщина, Херсонщина, Таврія без Криму. Приєднання Курщини, Холмщини, Вороніжчини та інших територій з українським населенням мало вирішуватися шляхом переговорів. Універсал проголошував широку програму соціальних реформ і містив обіцянку розпочати мирні переговори про вихід України з Першої світової війни.
12 (25) листопада 1917 року по всій Росії, включаючи Україну, пройшли вибори до Всеросійських установчих зборів. На загальних виборах перемогли есери і більшовики. В українських губерніях до 70 % голосів отримали українські есери та національні партії.

### Перша радянсько-українська війна. Проголошення незалежності

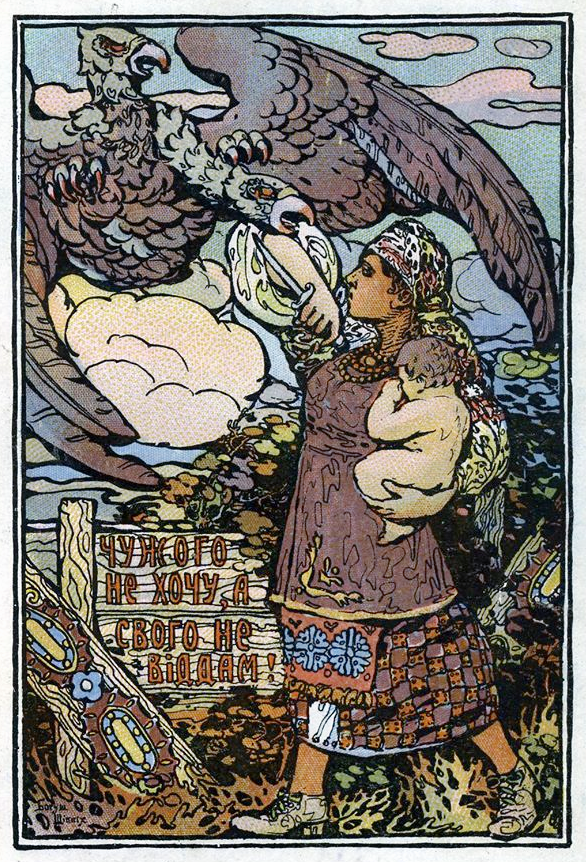
Плакат УНР: «Чужого не хочу, а свого не віддам!»

Проголошення Української Народної Республіки викликало невдоволення більшовицького уряду Росії в Петрограді — Ради народних комісарів. В ніч з 29 листопада (11 грудня) на 30 листопада (12 грудня) 1917 року більшовики спробували підняти повстання у Києві проти Центральної Ради, але зазнали поразки. Українізовані частини роззброїли їхні загони й вислали з України. У відповідь 4 (14) грудня 1917 року офіційний Петроград висунув українському уряду ультиматум, вимагаючи припинити роззброєння і, фактично, здати владу. Одночасно з цим більшовики відкрили в Києві Всеукраїнський з'їзд рад, на якому планували заволодіти Центральною Радою шляхом переобрання її складу і керівництва. Попри тиск, 6 (19) грудня делегати з'їзду висловили підтримку чинній Центральній Раді і її курсу, проголошений ІІІ Універсалом, а 7 (20) грудня сама Центральна Рада відхилила ультиматум. Плани більшовицького керівництва були зруйновані й воно розпочало відкриту агресію проти УНР.
9 (22) грудня 1917 року червоногвардійські загони під командуванням Володимира Антонова-Овсієнка, надіслані російським урядом, окупували український Харків. 11 (24) грудня року більшовики відкрили у завойованому місті альтернативний Всеукраїнський з'їзд рад, що проголосив утворення Радянської Української Народної Республіки зі столицею у Харкові як автономії Радянської Росії. 17 (30) грудня 1917 року керівний орган цього утворення — Центральний виконавчий комітет на чолі з Юхимом Медведєвим — видав маніфест про скинення влади Центральної Ради, скасував заборону на вивіз українського хліба до Росії, встановлену українським урядом, і офіційно закликав Раду народних комісарів Російської СФРР на допомогу. 25 грудня 1917 (7 січня 1918) року 30-тисячна російська більшовицька армія розпочала загальний наступ на Київ.

#### IV Універсал
Після окупації більшовиками Харкова, 11 (24) грудня 1917 року, український уряд звернувся до міжнародної спільноти з нотою, в якій заявив, що здійснюватиме міжнародні відносини незалежно від Росії. 28 грудня 1917 (10 січня 1918) року Українська делегація, очолювана Всеволодом Голубовичем, а згодом Олександром Севрюком, приєдналася до мирних переговорів у Брест-Литовську, що велися між країнами Четверного союзу та більшовиками. Представники України прагнули завершення бойовий дій Першої світової війни на українській ділянці фронту. Також обговорювалося питання про входження Галичини, Буковини, Закарпаття, Холмщини й Підляшшя до складу Української Народної Республіки, або утворення з цих земель національно-територіальної автономії у складі Австро-Угорщини.
Через ворожу політику російського керівництва щодо України, 9 (22) січня 1918 року Центральна рада прийняла IV Універсал. Він проголошував незалежність Української Народної Республіки від Росії і закликав українців на боротьбу з більшовиками:
|  | ...однині Українська Народня Республіка стає самостійною, ні від кого незалежною Вільною Суверенною Державою Українського Народу...всіх громадян Самостійної Української Народньої Республіки кличемо непохитно стояти на сторожі добутої волі та прав нашого Народу і всіма силами боронити свою долю від усіх ворогів селянско-робітничої Самостійної Республіки Української. |

#### Берестейський мир

Україна станом на 1918 рік

27 січня 1918 (9 лютого 1918) року УНР із одного боку, та Німецька імперія, Австро-Угорщина, Османська імперія і Болгарське царство з другого, уклали сепаратний Берестейський мирний договір, згідно якого Україна визнавалася незалежною державою в кордонах окресленими ІІІ Універсалом. Делегації Німеччини та Австро-Угорщини погодилися на приєднання до неї Холмщини і Підляшшя, а також утворення в Галичині, Буковині та Закарпатті окремого коронного краю. Країни Четверного союзу обіцяли надати уряду Української Народної Республіки військову допомогу у війні з російськими більшовиками за умови постачання продовольства Німеччині та Австро-Угорщині: 60 млн пудів хліба, 2,75 млн пудів м'яса, 400 млн яєць й іншої сільськогосподарської продукції.

#### Хронологія першої радянсько-української війни[a]
- 29.01.1918—04.02.1918 — У Києві спалахнув Січневий заколот, організований міським комітетом Російської РСДРП (більшовиків) проти Української Центральної Ради з метою допомогти російській червоній армії, що вже наступала на місто. Хоча заколот було придушено, він прискорив окупацію столиці російськими більшовиками.
- 29.01.1918/30.01.1918 — Бій під Крутами між 4-тисячним підрозділом російської Червоної гвардії, яка на чолі з есером Муравйовим наступала на Київ, та зведеним загоном київських курсантів і козаків «Вільного козацтва» загальною чисельністю у 500—600 вояків.
- 08.02.1918 — окупація Києва військами Муравйова.
- 09.02.1918 — підписано Берестейський договір між УНР та державами Четверного союзу. Заклик УНР про допомогу до нових союзників.
- 21.02.1918 — початок наступу німецьких військ на терени України.
- 01.03.1918 — звільнення Києва гайдамаками Симона Петлюри, Січовими Стрільцями Євгена Коновальця та запорожцями Костянтина Прісовського. Наступного дня відбувся вступ до міста німецької армії
- 03.03.1918 — Друга Берестейська угода між Центральними державами і Радянською Росією. Згідно договору, остання мала негайно вивести своє військо з УНР та укласти з нею мирний договір протягом року. Обидві сторони не збиралися його виконувати: так, у березні російські більшовики зробили спробу зберегти контроль над Україною і у Харкові проголосили незалежність сателітної Української Народної Республіки Рад.
- 03.1918—04.1918 — подальший наступ австро-німецьких військ і окупація ними території України, яка продовжувалася до листопада 1918.
- 13.04.1918—25.04.1918 — успішна Кримська операція групи Армії УНР на чолі з полковником Петром Болбочаном проти більшовиків з метою встановлення влади УНР та взяття під контроль Чорноморського флоту.

#### Розпуск Центральної Ради і скасування УНР
В кінці квітня пройшли переговори між колишнім російським генералом і нащадком відомого козацького роду Павлом Скоропадським щодо передачі йому влади на теренах України за умови дотримання ним Берестейського договору.
В ніч з 27 на 28 квітня німецькі окупаційні війська роззброїли і розпустили українську дивізію Синьожупанників.
29 квітня 1918 в приміщенні Київського цирку відбувався з'їзд хліборобів, на який прибуло понад 6 тис. делегатів з 8 українських губерній. Критика політики Центральної Ради сягнула апогею, про що відразу дізнався Павло Скоропадський. Коли він прибув на з'їзд, його оголосили гетьманом.
В ніч з 29 на 30 квітня прихильники Скоропадського зайняли приміщення генеральних секретаріатів у військових та внутрішніх справах, а також Державним банком. В той же день німці роззброїли Січових Стрільців, решта військ УНР, зважаючи на тотальну перевагу німців, залишилася бездіяльною.
Після цього відбулося становлення гетьманського уряду, назву УНР змінено на Українська Держава.

### Реставрація УНР на чолі з Директорією
- 14.12.1918 — відбулося Антигетьманське повстання 1918, за Директорії відновлено назву УНР. Трохи до цього німецько-австрійська окупація скінчилася внаслідок поразки цих держав у Першій світовій війні. Після цього розгорнулася друга україно-російська війна між урядами Радянської Росії та Директорією УНР
- 18.01.1919—21.01.1920 — Делегація УНР бере участь у Паризькій мирній конференції Антанти, яка вирішує майбутнє спірних земель європейських держав, що програли у Першій світовій війні. УНР намагалась отримати міжнародне визнання, але це суперечило позиції Великої Британії, що підтримувала ідею «єдиної та неподільної Росії», та Франції, що намагалася посилити Польщу за рахунок західноукраїнських земель для того, щоб припинити просування на Захід більшовизму. Певні побоювання західних держав були пов'язані з неспроможністю УНР організувати велику регулярну армію та поширенням соціалістичних ідей у стані керівництва. УНР не було офіційно визнано, натомість Польща отримала масштабну військову допомогу, яка частково була задіяна проти Української галицької армії.
- 22.01.1919 — внаслідок договору між керівництвом УНР та ЗУНР, юрисдикція УНР поширена також на західні українські землі колишньої Австро-Угорщини (Акт Злуки), паралельно уряд ЗУНР (ЗОУНР) продовжував існувати. Через кілька місяців потому внаслідок багатосторонньої війни із Польщею, Російською ФСР, Румунією, а також білогвардійцями та махновцями, територія, що контролювалася УНР, становила невеликий район навколо Кам'янця-Подільського (трикутник смерті).
- 23.01.1919 — розпочав роботу Трудовий конгрес України — вищий тимчасовий законодавчий орган Української Народної Республіки у період Директорії УНР
- 23.01.1919 — Трудовий конгрес України затвердив ухвалу Української Національної Ради ЗУНР та Універсал Директорії УНР про об'єднання УНР і ЗУНР в єдину державу.
- 28.01.1919 — делегати ТКУ схвалили текст резолюції про владу, внесеної Сергієм Бачинським (узгоджений з делегацією ЗО УНР, більшістю фракції УПСР та Селянської спілки) як проєкт тимчасової конституції України. У цьому документі оголошувалось про вимушене тимчасове припинення діяльності Конгресу через наступ російських військ на Київ. До наступної сесії Конгресу верховна влада і оборона держави доручались Директорії УНР, доповненої представником від Наддністрянської України (Галичини, Буковини і Закарпаття; до складу Директорії увійшов Президент УНРади ЗУНР Є. Петрушевич). Закони, видані Директорією УНР, мали затверджуватись найближчою сесією Трудового конгресу. Виконавча влада мала належати Раді народних міністрів, яка призначалася Директорією і була підзвітна Трудовому конгресу (на час перерви засідань Директорії УНР). Окремо в універсалі підкреслено потребу негайної всенародної боротьби за самостійну УНР проти інтервенції радянської Росії. ТКУ затвердив Універсал «До українського народу», ноту «До народів світу», в якій заявлено право українського народу бути представленим на Паризькій мирній конференції 1919—1921, рішучий протест проти російського більшовицького наступу на суверенну Україну та відозву до армії УНР.
- 01.02.1919 — відбувся Літківський бій між військами більшовицької Червоної гвардії, що наступали на Київ, та бійцями Чорноморських куренів Армії УНР.
- 05.02.1919 — після важких боїв Червона армія під командувням В.Антоновп-Овсієнко, М.Щорса і В.Боженко окупувала Київ
- 9.04.1919 - Куренівське повстання — організований масовий збройний виступ проти більшовиків селянами передмість Києва за підтримки повстанських загонів у координації з військовим командуванням УНР. У ході повстання силам під керівництвом отаманів Ілька Струка, Овсія Гончара (Бурлаки, або Батрака) та Данила Терпила (Зеленого) вдалося на короткий час узяти під свій контроль значну частину Києва. Як наслідок, найбільш боєздатні збройні формування більшовиків було відтягнено з українсько-більшовицького фронту
- 30.08.1919  — Армія УНР визволила Київ, водночас зі сходу до якого просувається Добровольча армія генерала Денікіна
- 31.08.1919 — Київська катастрофа — білогвардійці захоплюють Київ

### Окупація, еміграція керівників, повстанський рух

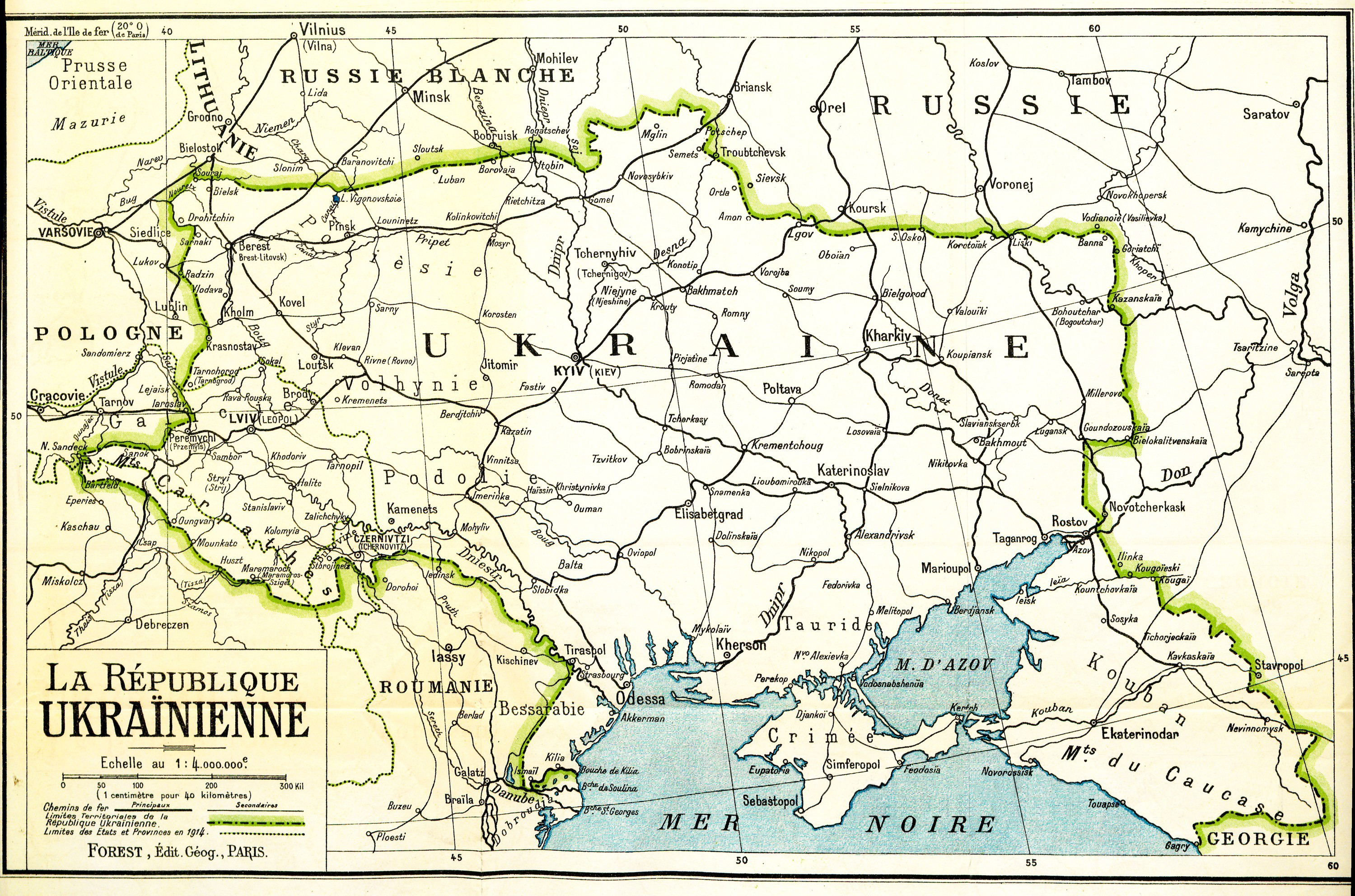
Межі України, заявлені делегацією УНР на Паризькій мирній конференції в 1919—1920 років

- 09.1919 — Спроба домовитись щодо спільних узгоджених дій УНР та Білої Росії в особі генерала Михайла Омеляновича-Павленка з командуванням ЗСПР в особі генерала П. П. Непеніна проти більшовиків не вдалася через великодержавницьку шовіністичну позицію білого генералітету та офіцерства[16]. Уряд УНР видав звернення до українського народу, в якому фактично визнавала стан війни з ЗСПР. Денікін віддав прямий наказ про наступ проти українських військ — «петлюрівців» і «галичан», як називали їх російські білогвардійці. Розпочався 2-й та головний етап війни між Білою Росією і Україною. див Українсько-білогвардійське збройне протистояння. Армія УНР була змушена обороняти підконтрольну їй територію України від наступу військ білих імперців і врешті-решт зазнала поразки, а Добровольча армія розгорнула невдалий наступ на Москву, який завершився повною поразкою білого руху та подальшим відступом Добровольчої армії до Криму.
- 06.11.1919 — в умовах нестачі зброї, одягу, а також епідемії тифу в армії УНР та УГА укладається Зятківський договір між командуванням Української Галицької армії та керівництвом Добровольчої армії.
- Відступ з Києва і самовільні дії Тарнавського посіяли суперечки в колі Директорії. Директори передали всі владні права отаману Симонові Петлюрі та самоусунулись від керівництва. Директорія фактично розпалась.
- Взимку 1919 - війська Червоної армії окупували переважну частину території Наддніпрянської України. Представники Росії вважають, що проголошена 22 січня 1918 року незалежна УНР була окупована Червоною армією у 1920 році[17]. На підконтрольній території встановлено Українську СРР, що де-юре стає незалежною державою, де-факто під контролем більшовиків.
- 2.12.1919 — під тиском обставин для залучення союзника в боротьбі з більшовиками та встановлення відносини з Польщею, через дипмісію у Варшаві уряд УНР на чолі з Андрієм Лівицьким (С. Витвицький, А. Горбачевський, М.Новаківський) підписав декларацію щодо західних кордонів України, за яким Східна Галичина, Холмщину, Полісся, Підляшшя, Західна Волинь, тимчасово входила до складу Польщі, остаточне вирішення питання кордону на Волині покладалось на Паризьку мирну конференцію[18].
- 4.12.1919 — офіційна дипломатична делегація ЗУНР заявила посольству УНР у Варшаві та уряду Польської Республіки про денонсацію Акту Злуки урядом ЗУНР під керівництвом президента ЗУНР Є.Петрушевича, як протест проти таємних переговорів уряду УНР з урядом Польщі.
- 20.12.1919 - уповноважений диктатор Е. Петрушевич скликає у Відні засідання уряду ЗУНР, на якому ухвалюється рішення про одностороннє скасування Акту Злуки.
- 12—31 травня 1920 року провадилася мобілізація в Могилівському, Ямпільському та частині Ново-Ушицького повіту — до Дієвої армії УНР На 1 червня вона нараховувала 955 старшин та 8180 козаків[19].
- 6.12.1919 — Перший зимовий похід Армії УНР тилами Червоної та Добровольчої армій під проводом Михайла Омеляновича-Павленка
- зима 1919—1920 — Трикутник смерті Українська Народна Республіка опинилася в оточенні більшовицьких, білогвардійських та польських військ
- 25.04.1920 — УНР укладає військовий союз з Польщею, за умови поновлення самостійної української держави (без Галичини, яка повинна була увійти до Польщі на правах автономії), після чого починається спільний широкий наступ проти Червоної Армії.
- квітень — червень 1920 спільна наступальна Київська операція Війська Польського і Армії УНР в ході якої було визволено Київ від більшовиків
- червень — серпень 1920 — війська Червоної Армії заходять з території Білорусі і відкидають польські та українські війська під Варшаву. Фактичне існування УНР на українських землях було припинено.
- Директорія й уряд УНР виїхали у еміграцію до Польщі, яка надавала їм фінансову підтримку (див. Екзильний уряд УНР).
- 18.03.1921 — Після «дива на Віслі» і катастрофи Червоної Армії Російська РФСР, Українська СРР та Польська Республіка підписали Ризький мирний договір, згідно з яким територія України розділялася річкою Збруч. Уряд УНР не був допущений до переговорів. Незабаром уряд ЗУНР також було формально розпущено
- жовтень-листопад 1921 — Другий зимовий похід військова операція Армії УНР проти РСФРР у жовтні-листопаді 1921 року. Загальне командування Повстанською Армією здійснював Юрій Тютюнник
- листопад 1919—1922 — Холодноярська Республіка

### Відновлення структур УНР під час Другої світової війни
На території Польщі в Західній Україні лишалося багато колишніх вояків УНР, що активно займалися вихованням молоді в патріотичному руслі. Одним з таких молодих прихильників був Тарас Бульба-Боровець, що заснував підпільну молодіжну організацію Українське національне відродження. За свою діяльність був направлений у польський концентраційний табір «Береза Картузька». Після початку другої світової війни — він заручається підтримкою президента УНР в екзилі Лівицького Андрія переходить німецько-радянський кордон і починає організацію військових загонів УПА на базі своїх контактів в Україні. Після нападу Рейху на СРСР — разом з білоруськими партизанами захоплює Олевськ та проголошує Олевську Республіку, підпорядковану уряду УНР Через вимогу німців виконувати їхні накази, розформовують цивільну адміністрацію в Олевську та переходять до партизанської війни.
Бульба-Боровець виступав різко проти намагань Бандери проголостити свою державу у 1941, оскільки вважав, що «починаючи від 22.01.1918 року ніхто не має потреби проголошувати українську суверенну державу, бо це Україна вже раз зробила і легітимний уряд тієї держави не припинив своєї політичної діяльности, як екзильний уряд окупованої ворогом країни. Може бути мова тільки про відновлення тієї держави.». Також він не сприймав однопартійності та вождизму ОУН.
УПА в документах, які видавав Бульба-Боровець, називалася Збройними силами УНР.

### Уряд в еміграції
- 1939—1940 — уряд УНР переїхав до Франції.
- 1947—1992 — створена і діяла Українська Національна Рада як передпарламент екзильного Державного Центру УНР, що продовжив традиції самостійного республіканського уряду України.
- 22.08.1992 — Президент УНР в екзилі Микола Плав'юк передав грамоту Державного Центру УНР Президентові України Леоніду Кравчуку, що Українська Незалежна Держава, проголошена 24 серпня 1991 року, є правонаступницею Української Народної Республіки (УНР).

## Терени УНР та їх адміністративний поділ
20 січня 1918 року Законодавча Рада Самостійної Кубанської Народної Республіки ухвалила резолюцію про прилучення Кубані на федеративних засадах до УНР, але через агресію Радянської Росії це об'єднання не відбулося.

## Населення та найбільші міста
На німецькій інфографіці від 1918 року, без територій ЗУНР, населення УНР оцінювалося у 40 мільйонів.
У інфографіці від Юрія Гасенка та Степана Рудницького 1920 року Українська Народна Республіка (включаючи Західну, Кримську, Кубанську республіки) складала близько 50,32 мільйона осіб. Серед країн Європи, за площею вона поступалася тільки Росії, а за населенням — Росії та Німеччині.
- Німецька інфографіка без територій ЗУНР, 1918.
- Інфографіка Юрія Гасенка та Степана Рудницького, 1920

## Економіка

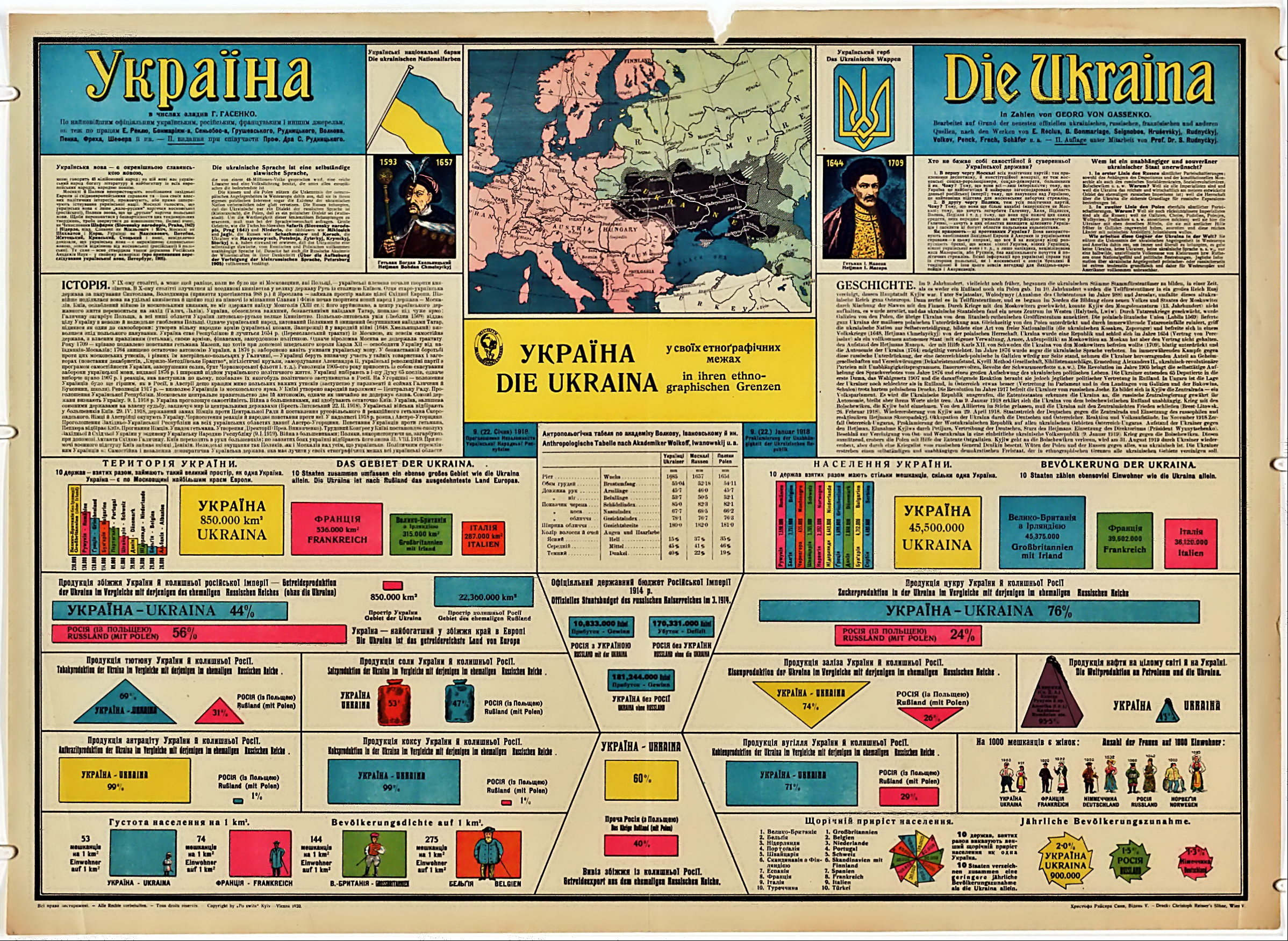
Україна у своїх етнографічних межах: економіка, виробництво, демографія (1920)

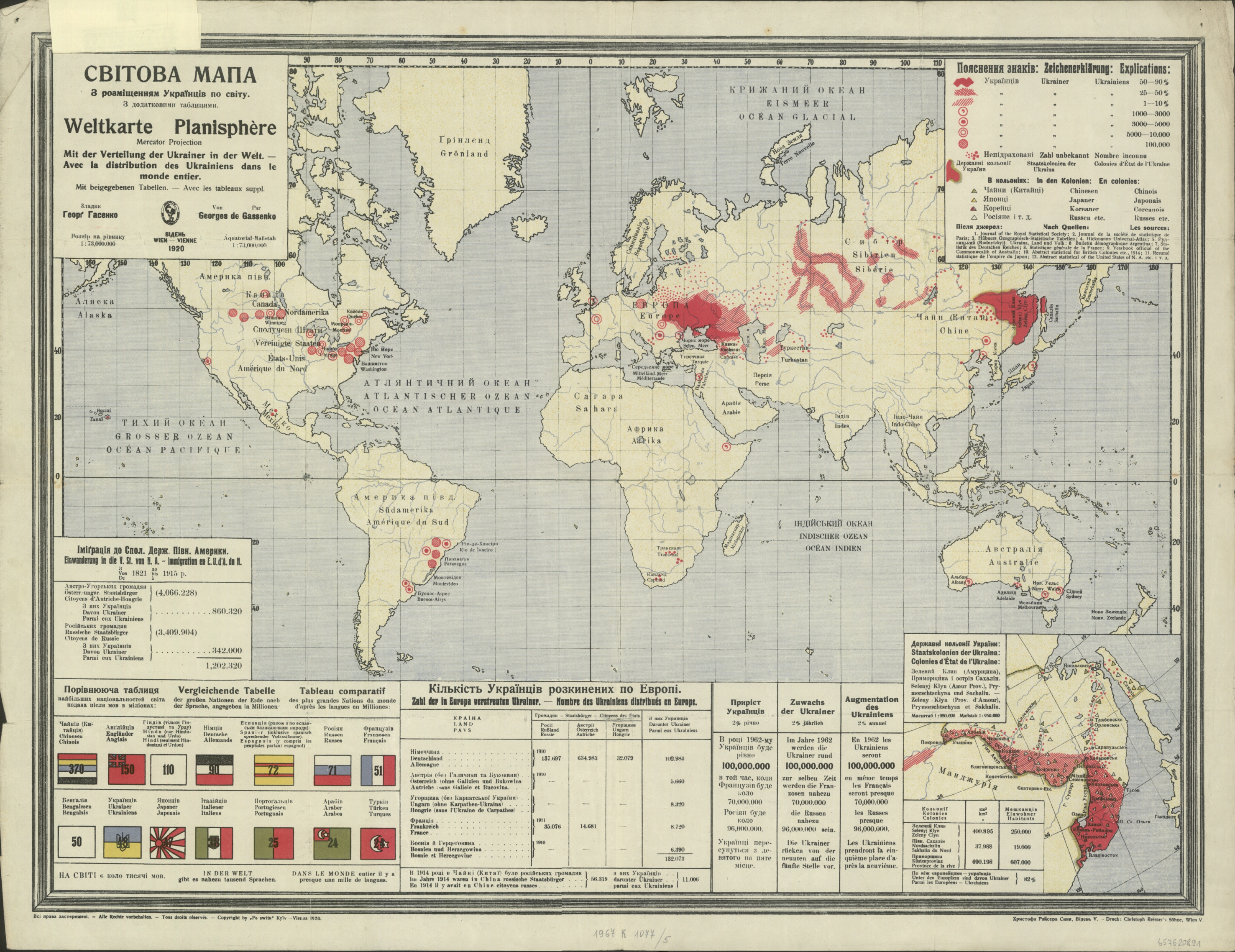
Світова мапа із розміщенням Українців по світу (1920)

УНР претендувала на етнічні українські терени у Східній Європі загальною площею 850 000 км² із загальною кількістю населення території 45,5 млн осіб.
Станом на 1914 рік частка українських губерній у складі Російської імперії складала:
- 44% вирощеного збіжжя;
- 76% виробленого цурку;
- 69% вирощеного тютюну;
- 53% добутої солі;
- 71% добутого вугілля (в т.ч. 99% високоякісного вугілля — антрациту і 99% коксу);
- 74% виробництва заліза.

Окрім того, на теренах України тоді видобувалося 4,5 % нафти у світі.

## Зовнішня політика та міжнародний статус УНР

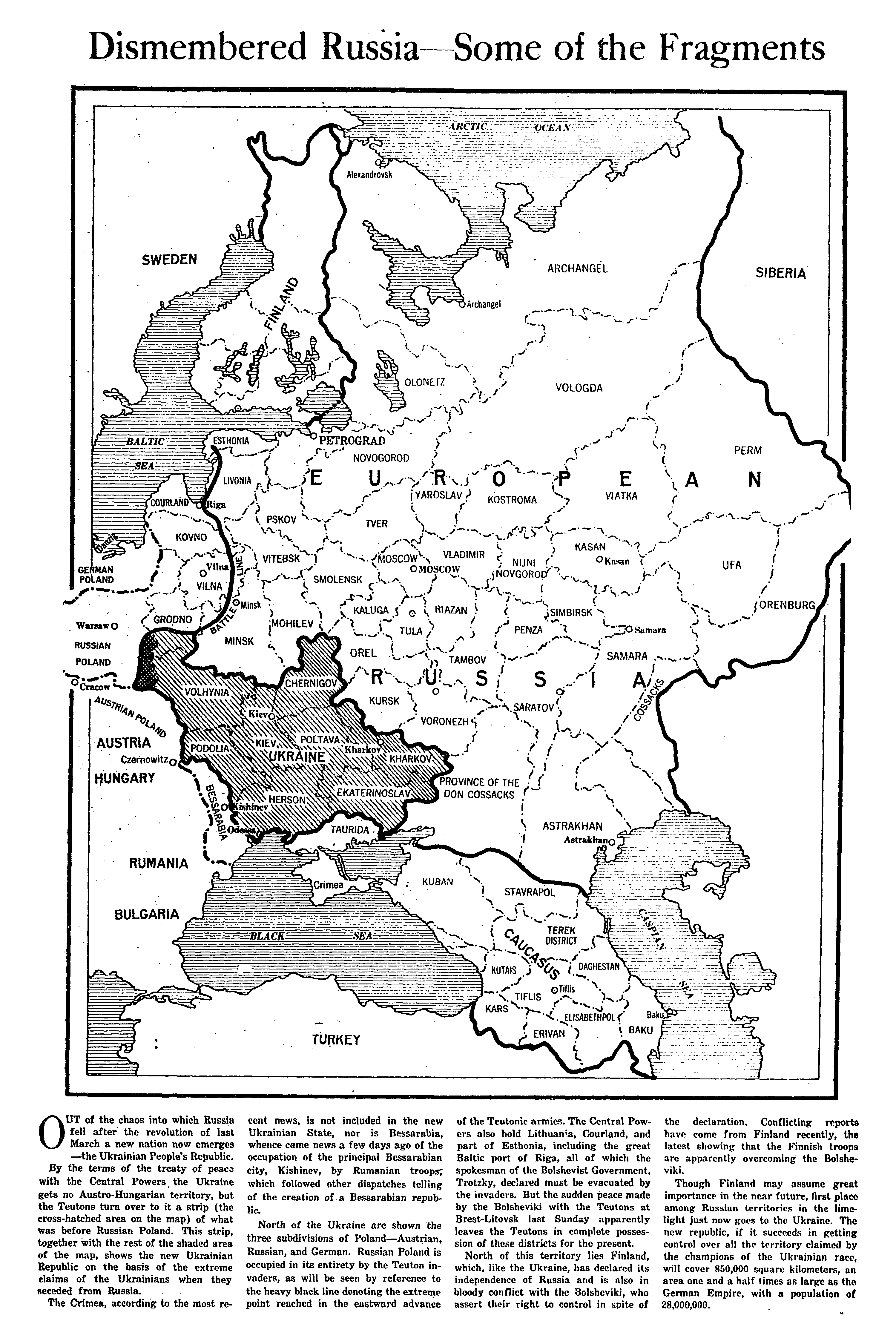
Стаття у «Нью-Йорк таймс» у лютому 1918 показує території колишньої Російської Імперії, що на них заявила права Українська Народна Республіка.

УНР — сторона в підписанні мирного договору у Брест-Литовську, попереднього перемовного процесу тощо. У зазначеному договорі визнавалась де-юре Українська Народна Республіка, встановлювались її державні кордони, було закріплене рішення про початок проведення в повному обсязі дипломатичних, торговельних, політичних відносин між УНР й Німецькою імперією, Австро-Угорською імперією, Болгарським царством та Османською імперією. Важливим було й те, що не тільки зміст, але й сама форма договору (підкреслення в преамбулі миролюбної ініціативи уряду УНР, визнання автентичності українського тексту договору та інше) виводили Українську державу на міжнародну арену як повноцінного суб'єкта міжнародного права.
У результаті міжнародного визнання, Україна в 1917—1920 роках постала як реально чинний суб'єкт міжнародного права. Її міжнародна правосуб'єктність реалізовувалася через укладання міждержавних угод, участь у міжнародних конференціях, а також через встановлення двосторонніх дипломатичних та консульських відносин.
Щоправда, існували певні складності в реалізації України як повноправного міжнародного суб'єкта. У першу чергу, це пояснюється внутрішніми проблемами державотворення, несприятливою позицією західних країн щодо українського питання та зовнішньою інтервенцією. Проте підвалини, закладені міжнародною діяльністю Української держави в 1917—1920 роках, сприяли розвитку міжнародно-правового статусу сучасної України, яка з проголошенням незалежності стала повноправним суб'єктом міжнародного права.

### Антанта
- Французька республіка: 21 грудня (3 січня) 1918 року Жорж Табуї офіційно інформує, що Уряд Французької Республіки призначив його «Комісаром Французької Республіки при Уряді Української Республіки». 29 грудня (11 січня) 1918 року Київ і Париж офіційно увійшли в дипломатичні стосунки[25].
- Велика Британія: Слідом за Францією Україну визнала Велика Британія, про що і повідомила «Нова Рада» вже 9 (22) січня 1918 року[26].

### Центральні держави
- Німецька імперія: Визнання й установлення дипломатичних зносин із моменту підписання Брест-Литовського договору 9 лютого 1918 року. Підтримка України як противаги Польщі та Росії.
- Австро-Угорщина: Визнання й установлення дипломатичних зносин із моменту підписання Брест-Литовського договору 9 лютого 1918 року. Слабка підтримка України через протегування полякам для протидії Росії та Німеччині.
- Болгарське царство,  Османська імперія: Визнання й установлення дипломатичних зносин із моменту підписання Брест-Литовського договору 9 лютого 1918 року.

### Росія
- Більшовики: 12 червня 1918 був підписаний прелімінарний мирний договір між Українською Державою й Російською Радянською Республікою згідно зі статтею VI договору Росії з Центральними Державами[27]. У преамбулі цього договору зазначено, що він підписується двома незалежними державами[28]. У статті 4 договору говорилося про обмін консулами для захисту інтересів громадян. На цій підставі Українською Державою було засновано генеральні консульства в Москві й Петрограді та ще у 18 російських містах, де проживала значна кількість українців. Були засновані російські консульські установи в 7 містах в Україні. Встановлена так звана «нейтральна зона», що розмежовувала сторони до встановлення державного кордону. Україна приєднала окремі території Мінської, Могилівської, Курської та Воронезької губерній. Велике значення мала боротьба з більшовицькою підривною агітацією і шпигунством. 24 грудня 1918 вийшла постанова Народного Комісаріату закордонних справ РСФРР, в якій говорилося, що після анулювання Брестського мирного договору уряд Російської Республіки не визнає Україну за самостійну державу
- Білий рух: Визнання керівництвом Добровольчої армії гетьманської влади за умови союзництва України з «білим рухом». Організація по Україні численних загонів Добровольчої армії.

### Польща
- Королівство Польське: Визнання через обмін послами після підписання Берестейського миру.
- Польська республіка: Підписання Варшавського договору 1920 року.

### Інші
- Аргентина: 5 лютого 1921 року уряд Аргентини ухвалив рішення про визнання Української Народної Республіки.
- Святий Престол: Фактичне визнання через призначення апостольського візитатора до України 1919 року.
- Азербайджанська Демократична Республіка,  Грецьке королівство,  Грузинська Демократична Республіка (4 липня 1918),  Данія,  Королівство Іспанія,  Королівство Італія,  Норвегія,  Персія,  Фінляндія,  Швейцарія,  Швеція: Обмін дипломатичними представниками та заснування в Україні консульських установ у 1918—1920 роках.
- Естонія,  Латвія,  Литва: Фактичне визнання закріплене в Політичній конвенції, підписаній на Ризькій конференції в серпні 1920 року.
- Румунське королівство: Визнання й установлення дипломатичних зносин у березні 1918 року. Обмін послами. Підписання тимчасового економічного договору 26 жовтня 1918 року.
- Білоруська Народна Республіка: Однобічне визнання з боку БНР, призначення посла в Україну. Енциклопедія історії Білорусі стверджує, що в червні 1918 року білоруська делегація на чолі з Скірмунтом відвідала Київ, і Уряд Української Народної Республіки (УНР) визнав БНР, в Києві було відкрито генеральне консульство, а в Одесі — консульство БНР на чолі зі Степаном Некрашевичом[29][30].

## Грошові одиниці

### Шаги
Спочатку марки були задумані як грошові мініатюри. Але через нестачу дрібної монети стали вживати їх одночасно як марки та гроші на підставі закону УНР від 18 квітня 1918 року Випускали 10, 20, 30, 40, 50 шагів. Але ці марки-шаги з'явились в обігу вже після падіння Центральної Ради. В обігу шаги знаходилися до березня 1919 року, коли були скасовані радянською владою. Відомо багато фальшивих купюр цього номіналу. Розмінні марки-шаги було фальшовано у різних містах України, зокрема, в Бердичеві, Білій Церкві, Житомирі тощо. Фальшувалися здебільшого дві найвищі вартості, а саме у 40 та 50 шагів.

### Карбованці
30 березня 1918 року Українська Центральна Рада оголосила про випуск знаків державної скарбниці номіналом у 5, 10, 25, 50 карбованців зі строком дії до 1 березня 1924 року. 6 квітня населення Києва вперше побачило 25 карбованців, дещо пізніше з'явилась купюра у 50 карбованців, а 5 та 10 карбованців не було випущено.
Спочатку купюри виходили без позначення серії та номера. На пізніших випусках, у залежності від місця виготовлення, вказувалася серія «АК» (Київ), або «АО» (Одеса).
Після зайняття Одеси частинами денікінської армії весною 1919 року одеська друкарня продовжувала випуск купюр у 50 карбованців. Обурений уряд України оголосив надруковані денікінцями гроші (серія «АО», номера «210» і вище) фальшивими.
Слід згадати ще одну обставину випуску 50 карбованців. В 1920 році радянським урядом України було виготовлено декілька десятків мільйонів купюр для тимчасового використання Галревкомом (Західна Україна). Цей випуск серії «200 АО» мав номери від «236» до «250».

### Гривні
Проголосивши у 1917 році Третім універсалом утворення Української Народної Республіки, Центральна Рада запровадила в Україні нову національну валюту. Первісно такою валютою було визначено український карбованець, вартість якого за золотим стандартом дорівнювала 17,424 долі чистого золота (1 доля = 0,044 г золота). Виготовлення державних грошових знаків та цінних паперів у той час здійснювала Експедиція заготовок державних паперів.
Ухвалою Центральної Ради від 19 грудня 1917 року було видрукувано перший грошовий знак Української Народної Республіки — купюру вартістю у 100 карбованців. Автором оформлення грошового знака був український художник-графік Георгій Іванович Нарбут. Оформлюючи свою купюру, Нарбут застосував вишукані орнаменти в дусі українського бароко XVII—XVIII століть, декоративні шрифти, зображення тризуба (родового знаку князя Володимира Великого) та самостріла (герба Київського магістрату XVI—XVIII століть). Напис «100 карбованців» подавався на купюрі мовами чотирьох найчисленніших націй, що жили на території України, — українською, російською, польською та єврейською (їдишем).

## Влада

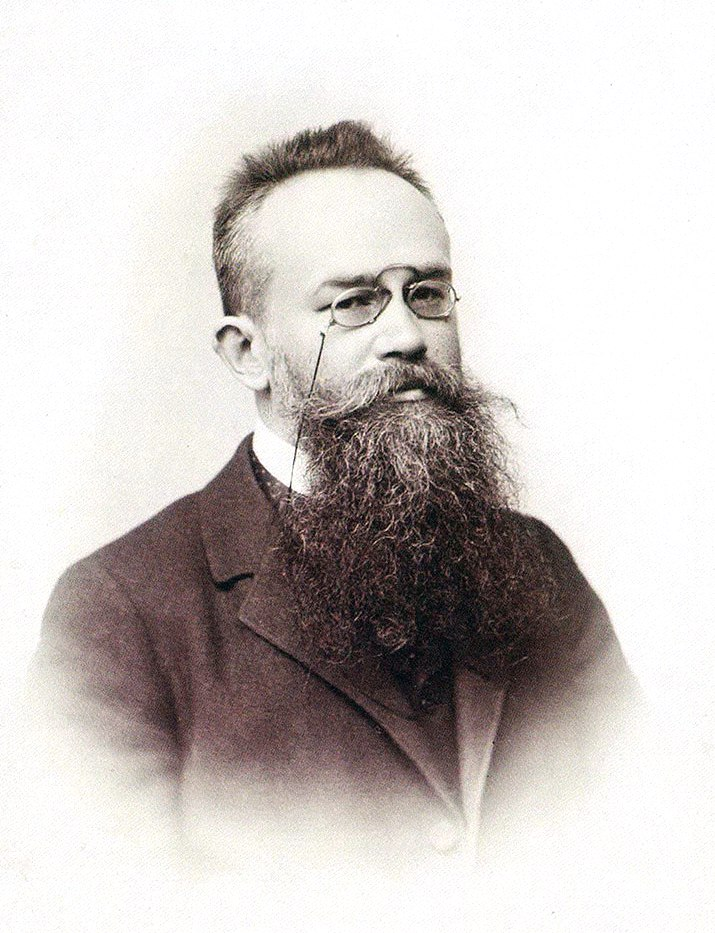
Голова Центральної Ради Михайло Грушевський

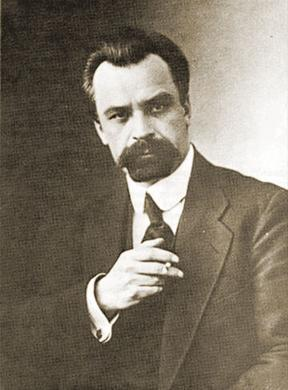
Голова Генерального Секретаріату Володимир Винниченко

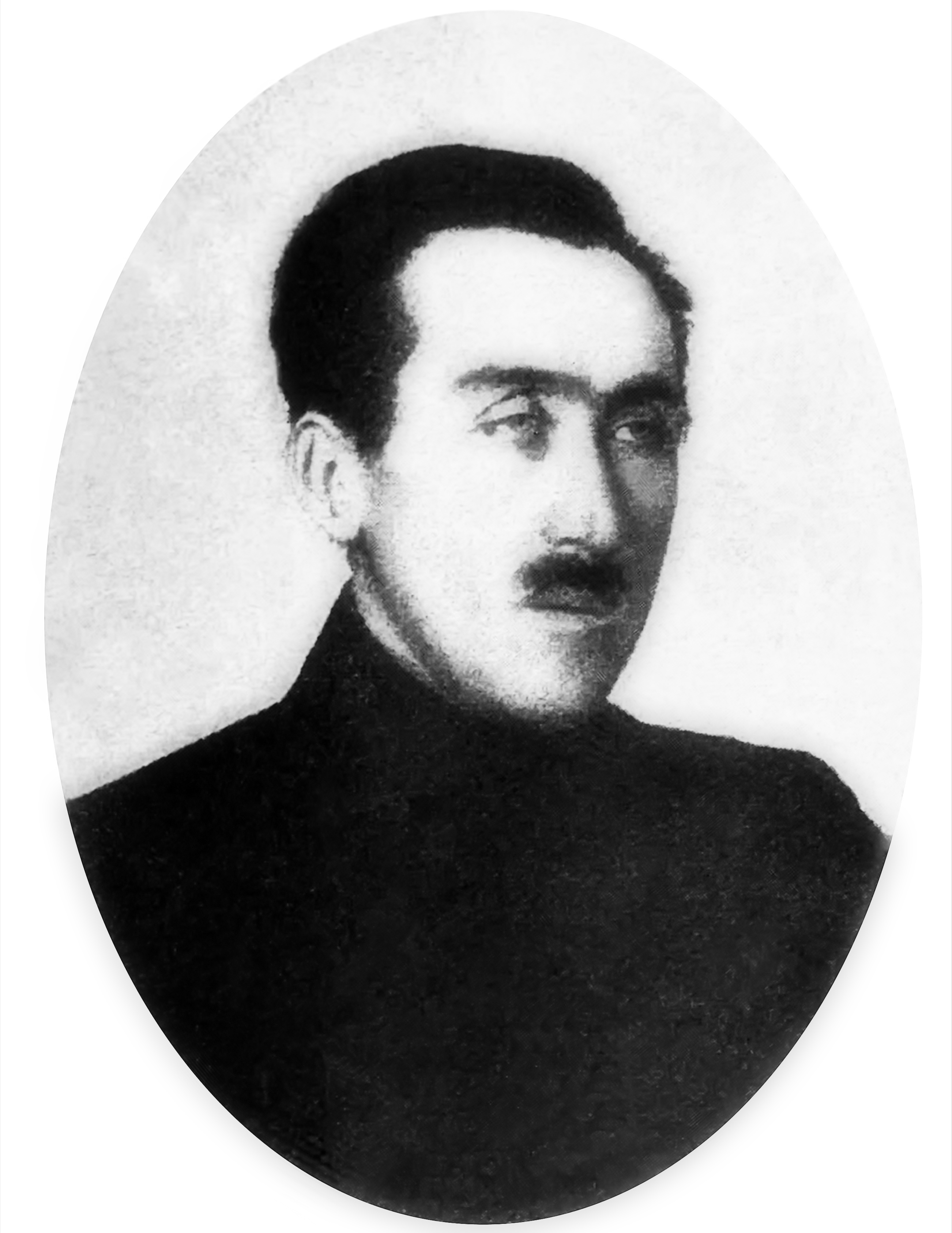
Голова Ради Народних Міністрів Всеволод Голубович

### 1917— 1918
- Українська Центральна Рада (04.03.1917 — 28.04.1918).
- Українська Центральна Рада (Парламент) (04.03.1917 — 29.04.1918).
  - Голова ЦР — Грушевський Михайло Сергійович (04.03.1917 — 29.04.1918).
  - Заступники:
    - Науменко Володимир Павлович (04.03.1917 — 08.04.1917).
    - Єфремов Сергій Олександрович.
    - Винниченко Володимир Кирилович (08.04.1917 — 15.06.1917).

  - Президія ЦР (06.07.1917 — 29.04.1918) — діяла між сесіями ЦР.
    - Голова — Грушевський Михайло Сергійович.
      - Заступники:
        - Шраг Микола Ілліч.

      - С. Веселовський.
      - Ніковський Андрій.
      - Крижанівський Федір

    - Секретарі:
      - Постоловський Антін Олександрович.
      - Я. Левченко.
      - Чикаленко Левко Євгенович.
      - Чечель Микола Флорович.
- Виконавчий орган — Генеральний Секретаріат (15.06.1917 — 22.01.1918).
  - Голова ГС — Винниченко Володимир Кирилович (15.06.1917 — 16.07.1917; 16.07.1917 — 30.01.1918).
- Виконавчий орган — Рада Народних Міністрів (22.01.1918 — 29.04.1918).
- Голова Уряду (прем'єр-міністр) — Голубович Всеволод Олександрович (30.01.1918 — 24.03.1918).
  - Міністри:
    - Голубович Всеволод Олександрович — міністр закордонних справ.
    - А. Немоловський — міністр військових справ.
    - Христюк Павло Оникійович — міністр внутрішніх справ.
    - Перепелиця Степан Якович — міністр фінансів.
    - Сокович Євген Олександрович — міністр шляхів.
    - Ковалевський Микола Миколайович — міністр продовольчих справ.
    - Н. Григоріїв — міністр освіти.
    - Терниченко Аристарх Григорович — міністр земельних справ.
    - Ткаченко Михайло Степанович — міністр судових справ.
    - Антонович Дмитро Володимирович — міністр морських справ.

  - Голова Уряду (прем'єр-міністр) — Голубович Всеволод Олександрович (24.03.1918 — 29.04.1918).
  - Міністри:
    - Ткаченко Михайло Степанович — міністр внутрішніх справ.
    - Шелухін Сергій Павлович — міністр судових справ.
    - Ковалевський Микола Миколайович — міністр земельних справ.
    - С. Коліух — міністр продовольчих справ.
    - Михайлів Леонід Дмитрович — міністр праці.
    - Микола Любинський — міністр закордонних справ.
    - Сокович Євген — міністр шляхів.
    - П. Климович — міністр фінансів.
    - Т. Сидоренко — міністр зв'язку.
    - І. Фещенко-Чопівський — міністр торгівлі та промисловості.
    - Жуковський Олександр Тимофійович — міністр військових справ.
    - Лотоцький Олександр Гнатович — міністр державного контролю.
    - Вульф Лацький — міністр єврейських справ (див. Міністерство Єврейських Справ).
    - Державний секретар — Христюк Павло Оникійович.

### 1918— 1920
- Директорія УНР (26.12.1918 — 18.11.1920)
  - Володимир Винниченко — голова Директорії (14 грудня 1918 року — 10 лютого 1919 року)
  - Симон Петлюра — Головний Отаман; голова Директорії (11 лютого 1919 року — 10 листопада 1920 року).
  - Федір Швець — 15 листопада 1919 виїхав з дипломатичними дорученнями за кордон, передавши всю повноту влади Симону Петлюрі. 25 травня 1920 року постановою уряду УНР був виведений зі складу Директорії.
  - Панас Андрієвський — 4 травня 1919 року вийшов зі складу Директорії УНР (постанова Директорії про вибуття від 13 травня 1919 року).
  - Андрій Макаренко — 15 листопада 1919 виїхав з дипломатичними дорученнями за кордон, передавши всю повноту влади Симону Петлюрі.
  - Євген Петрушевич — як Президент та уповноважений Диктатор ЗО УНР з 22 січня 1919 до кінця червня 1919.

### Форма правління
Від початку існування УНР була парламентською республікою, що сповідувала принцип децентралізації влади та стояла на демократичних засадах розбудови держави. Через постійну боротьбу, що точилася між представниками різних партій та політичних сил, простежити фактичні функції того чи іншого владного органу не завжди є можливим. Доказом того, що системою правління УНР періоду з березня 1917 по 29 квітня 1918 року. була саме парламентська поліархія є те, що саме Центральна Рада визнавалась головним владним органом, а Генеральний Секретаріат був їй підзвітний.
Більш-менш чітко форму правління та владні інститути було окреслено у Конституції 1918 року. У конструюванні державних структур Конституція чітко проводить принцип розподілу влади. Всенародні збори було визнано носієм верховної влади в УНР Їм мала належати вища законодавча влада в країні, право формувати органи виконавчої та судової влади. Збори мали обирати загальним, рівним, прямим, таємним, пропорційним голосуванням у розрахунку: один депутат на 100 тисяч осіб. Згідно зі ст. 24 Конституції, вища виконавча влада в країні належала Раді Народних Міністрів, що формувалася головою парламенту. Уся Рада в цілому та кожен міністр окремо несли політичну відповідальність перед Всенародними Зборами. Отож, Конституція передбачала формування парламентом підзвітної виконавчої влади та достатньо чіткого розподілу повноважень між гілками влади. Усі ці риси характерні саме для парламентської республіки (за винятком суміщення головою парламенту посад голови уряду і глави держави — це було зроблено спеціально для вшанування ролі М. Грушевського.
Найвищим судовим органом призначили Генеральний суд УНР, який був також найвищою касаційною інстанцією для всіх судів держави.
Місцевими органами влади стали виборні ради й управи громад, волостей і земель.

### Законодавча та виконавча влада (УНР УЦР 3.03.1917— 29.04.1918)
3 березня 1917 року на зборах представників українських організацій і угруповань було засновано Центральну Раду. Початковим оформленням органу займався організаційний комітет у складі В. Науменка, Д. Дорошенка, В. Антоновича, І. Стешенка, О. Степаненка, М. Міхновського та В. Павленка. До проводу (президії) Центральної Ради увійшли М. Грушевський (голова), М. Науменко, Д. Антонович, С. Веселовський та П. Коваль, а також голови новостворених дев'яти комісій, які були засновані на зразок окремих міністерств. Було сформовано деякі комісії: фінансову, правничу, шкільну, агітаційну, редакційну, друкарських справ, маніфестаційну, інформаційне бюро та прес-бюро. На етапі створення, справами Центральної Ради керувала Управа, про склад і обв'язки якої точних відомостей не залишилося. Центральну Раду було закладено за зразком російських «комітетів об'єднаних громадських організацій», але, на відміну від російського аналога, УЦР мала стати всеукраїнським центром державної влади.
Першим підсумковим документом, що мав на меті регламентацію діяльності Центральної Ради, став «Наказ Українській Центральній Раді» від 5 травня 1917 року, що юридично закріплював чинний на той час порядок. «Наказ» визначав повноваження і механізм функціонування загальних зборів Центральної Ради та її Комітету (згодом Малої Ради), комісій, секретарств та інших органів
Керівництво поточною роботою в міжсесійний період було покладено на Комітет (Виконавчий комітет) Української Центральної Ради. Його було утворено 8 квітня 1917 року на перших загальних зборах центральної Ради. Комітетом обиралися голови різних комісій Центральної Ради, її секретарі, формувався порядок денний сесій УЦР, складалися проєкти найважливіших рішень, він керував фінансами та листувався із провінцією. Для вирішення окремих справ і підготовки питань на розгляд сесії були створені постійні і тимчасові комісії. Спочатку Комітет складався з 20 осіб (президія — голова і два його заступники та 17 членів). На кінець квітня 1917 року його склад збільшився до 33 осіб. Після створення Генерального секретаріату Комітет не було ліквідовано.
Членство Комітету ті його повноваження визначала Постанова УЦР від 28 червня 1917 року «Про компетенцію й склад Комітету Української Центральної Ради». Постанова визначала Комітет постійно діючим виконавчим органом із законодавчими функціями. Чергові збори органу відбувалися раз на тиждень. Склад Комітету визначався у 40 осіб (22 — від фракцій Центральної Ради, 9 — від президії Центральної Ради, 9 — від пленуму; по 3 — від кожної з Рад робітничих, селянських і солдатських депутатів).
Після прийняття 10 червня 1917 року І Універсалу, який проголосив автономію України, Комітет Центральної Ради 15 червня ухвалив «організувати Генеральний секретаріат Української Центральної Ради, який має завідувати справами внутрішніми, фінансовими, продовольчими, земельними, хліборобськими, міжнаціональними й іншими в межах України й виконувати всі постанови Центральної Ради, які цих справ торкаються». 26 червня 1917 року V сесія Центральної Ради ухвалила резолюцію, де Генеральний секретаріат названо «найвищим народоправним органом українського народу і його найвищою владою».
Зі створенням Генерального секретаріату на чолі з В. Винниченком, як виконавчого органу Української Центральної Ради, для здійснення діловодних операцій в апараті управління на перших порах було сформовано 8 підрозділів (генеральних секретарств. Восьмим підрозділом став секретаріат (згодом — генеральне писарство) на чолі з П. Христюком. 15 липня 1917 року Комітет Центральної Ради своєю постановою затвердив оновлений склад Кабінету В. Винниченка. 16 липня 1917 року, відповідно до домовленості з представниками Тимчасового уряду, Центральна Рада затвердила «Статут Вищого Управління Україною».
3 листопада 1917 року уряд Центральної Ради у своїй декларації під титулом «Від Генерального Секретаріату України» ультимативно підпорядкував собі всі державні та адміністративні служби і фактично оголосив себе єдиною і вищою виконавчою владою на теренах колишньої підросійської України: «Всім установам, інституціям, урядовим особам наказується всі накази та доручення Генерального Секретаріату виконувати точно і швидко».
Після проголошення УНР для підвищення ефективності власної діяльності Генеральний секретаріат пішов шляхом делегування частини повноважень виділеним з його складу профільним комісіям (Малому Секретаріату, Фінансовій комісії, Комісії по охороні ладу тощо).
В УНР була створена система центральних органів виконавчої влади (генеральні секретарства, а після проголошення державного суверенітету — народні міністерства).
У період 7 листопада 1917 — 11 січня 1918 року секретарства отримали статус центральних органів виконавчої влади УНР і процес їх організації значно прискорився. Головною ланкою в їх структурі стали департаменти, які поділялись на відділи та столи. Проблему матеріально-технічного забезпечення секретарств уряд вирішував за допомогою централізації цього процесу, а також шляхом реквізицій. У період з 11 січня до гетьманського перевороту 29 квітня 1918 року було здійснено ряд спроб пристосувати систему центральних органів виконавчої влади до потреб суверенної держави. У міністерствах були створені нові департаменти, деякі — передані до інших відомств. Планувалося створити нове міністерство постачання і торгу, скасувати Генеральне писарство, уточнити структуру міністерств, уніфікувати штатні розклади, встановити єдині оклади співробітників.

### Управління на місцях (3.03.1917— 29.04.1918)
У березні 1917 року розпочалася масова ліквідація колишніх місцевих управ. Замість старих волосних управ утворювалися волосні та сільські виконавчі громадські комітети — органи Тимчасового уряду.
У період між укладенням І та ІІ Універсалів, УЦР та Генеральний Секретаріат окреслили загальні принципи політики щодо органів місцевого управління. В І Універсалі зазначалось «Кожне село, кожна волость, кожна управа повітова чи земська, яка стоїть за інтереси українського народу, повинна мати найтісніші організаційні зносини з Центральною Радою. Там, де через якісь причини влада зосталась у руках людей, ворожих до українства, приписуємо нашим громадянам провести широку, дужу організацію та освідомлення народу, й тоді перевибрати адміністрацію». Установи передбачалось реформувати шляхом демократизації й українізації та підпорядкувати їх Генеральному секретаріатові. При цьому, де-факто, органи місцевого самоврядування лишились сам на сам зі своїми проблемами. Лише 1 листопада в усі губернії України, місцеві Ради, армійські комітети було розіслано телеграми голови Генерального секретаріату В. Винниченка про перехід усієї влади до Центральної Ради із зобов'язанням їх виконувати накази тільки Генерального секретаріату. Фактично створення системи українських органів місцевої влади розпочалося з укладення ІІ Універсалу ЦР, що зобов'язав «правительство додати до помочі місцевим самоврядуванням ради робітничо-селянських і солдатських депутатів, вибраних з місцевих людей». Генеральне секретарство внутрішніх справ на місцях представляли губернські та повітові комісари, місцеве самоврядування — земства та міські думи. Продовжували своє існування також інші установи, створені ще за часів царату та Тимчасового уряду.
Період від 11 січня 1918 року до гетьманського перевороту 29 квітня характеризувало те, що Рада Народних Міністрів відмовилася від залучення до місцевого управління громадських організацій і затвердила політику «твердої влади»: віднині опорою центру на місцях були установи, підпорядковані безпосередньо міністерствам, а повноваження регіональним представницьким органам не делегувались.

### Судова влада
Із самого початку свого існування Центральна Рада здійснила спробу на законодавчому рівні закріпити засади судоустрою в Україні. Зокрема, 10 листопада 1917 року її робочий орган Мала Рада ухвалила Закон про формулу судочинства, відповідно до якої «суд твориться іменем Українського народу».
15 грудня 1917 року Центральна Рада ухвалила Закон «Про утворення Генерального суду УНР». Цей найвищий орган судової влади складався з трьох департаментів: цивільного, карного (кримінального) і адміністративного. Створення адміністративного департаменту знаменувало собою, за прикладом Російської республіки після Лютневої революції створити адміністративну юстицію. Члени Генерального Суду мали звання генеральних суддів, а їхні повноваження щодо затвердження Генерального Суду на основі Конституції регулювалися Упорядженням судових установ Російської імперії. При Генеральному Суді утворювалася прокураторія. Передбачалося, що організаційне керівництво судами мало здійснюватися Секретаріатом судових справ (тодішній аналог Міністерства юстиції).
Правовий статус Генерального Суду УНР було закріплено Конституцією УНР, прийнятою мало не в останній день функціювання Центральної Ради — 29 квітня 1918 року.
Таким чином, формування судової системи незалежної Української Народної Республіки розпочалося з найвищого органу — Генерального Суду і ним і скінчилося, оскільки задля формування регіональних і місцевих органів не вистачило часу і можливостей. У короткий період існування Гетьманату в Україні діяла змішана судова система, що складалася із судів, утворених у попередні часи, і реорганізованого Гетьманом Генерального Суду. Існування цього Суду було передбачено статтею 42 Закону «Про гетьманську владу». Генеральний Суд визнавався охоронцем і захисником народу як вищий суд України у справах судових і адміністративних. Судячи з назви тут ішлося не про адміністративні справи, що розглядались у судовому порядку, а про діяльність органів виконавчої влади.

## Влада на місцях
Губернські комісари Генерального секретаріату
- Галицько-Буковинське генерал-губернаторство — Дорошенко Дмитро Іванович.
- Волинська губернія — В'язлов Андрій Григорович.
- Катеринославська губернія — Новак Андрій Васильович (16.11.1917 — 01.1918)[37][38]; Мазепа Ісаак Прохорович (04.1918); Кондрашенко Микола Пилипович (08.12.1918 — 04.02.1919)[39][40].
- Київська губернія — Суковкін Михайло Акінфійович (19.03.1917 — 22.09.1917); Саліковський Олександр Хомич (22.09.1917 — 11.1917);
- Подільська губернія — Стаховський Микола Ананійович.
- Полтавська губернія — Лівицький Андрій Миколайович.
- Таврійська округа — Луценко Іван Митрофанович (11.1918 — 01.1919).
- Харківська губернія — Попов Микола Михайлович (01.11.1917 — 07.12.1917); Степура Григорій Калістратович (05.04.1918 — 29.04.1918); Стефанович Сергій Григорович (11.1918 — 01.1919).
- Холмська губернія — Скоропис-Йолтуховський Олександр Філаретович (01.03.1918 — 02.02.1919)[41].
- Херсонська губернія — Няньчур Гордій Васильович.
- Чернігівська губернія — Іскрицький Михайло Андрійович; Дорошенко Дмитро Іванович.

## Збройні сили
5 (18)  — 8 (21) квітня 1917 року в Києві пройшов І Всеукраїнський військовий з'їзд. Він обрав Військовий Генеральний комітет як найвищий керівний орган для організації української армії. Головою комітету було обрану цивільну особу — публіциста Симона Петлюру. 18 квітня (1 травня) 1917 року була сформована перша українська військова частина — 1-й український полк імені Богдана Хмельницького.
3 (16)  — 7 (20) жовтня 1917 року в Києві пройшов Всеукраїнський з'їзд представників Вільного козацтва. Головним отаманом козаків було обрано генерал-лейтенанта Павла Скоропадського.

### Армія

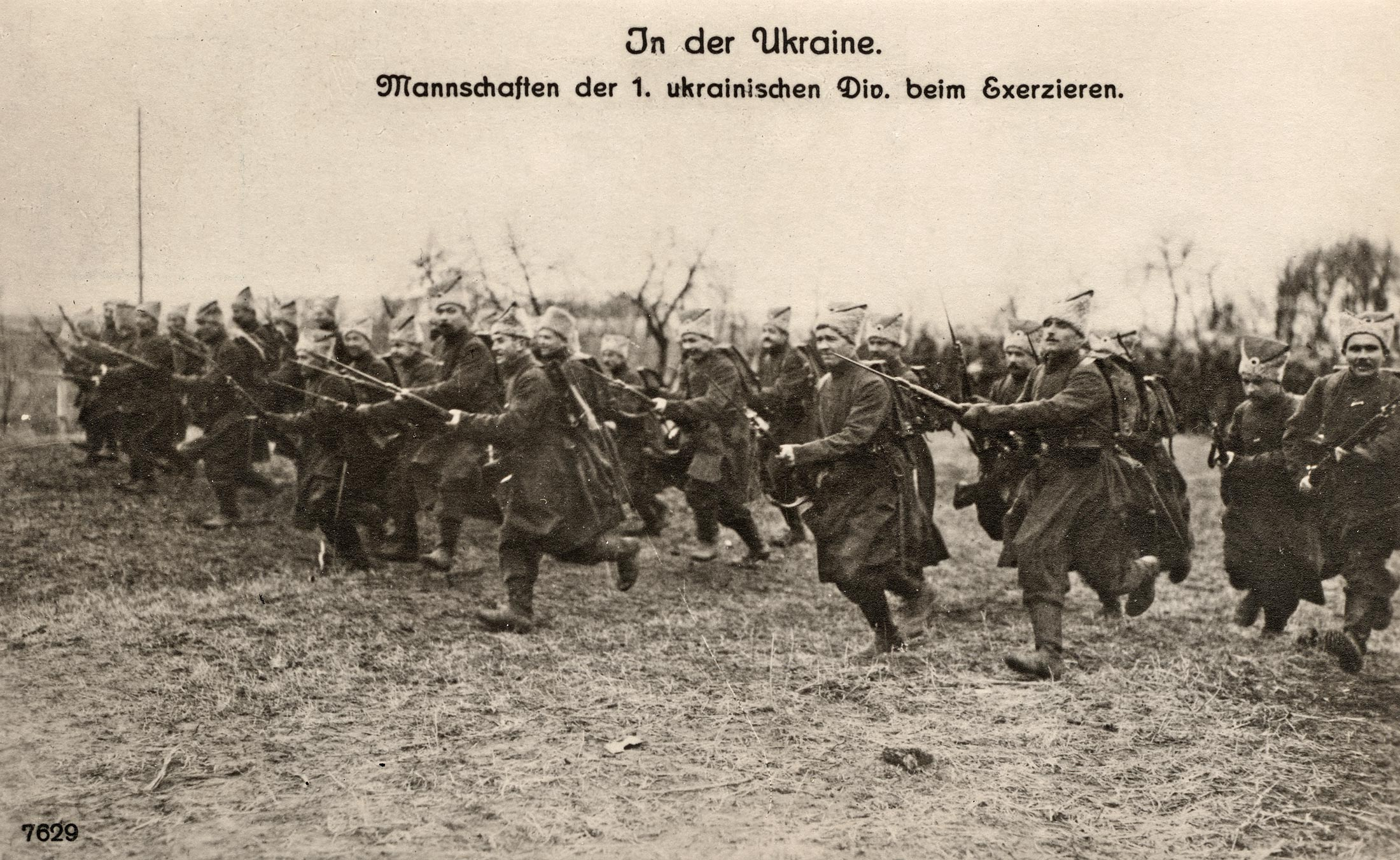
Синьожупанники

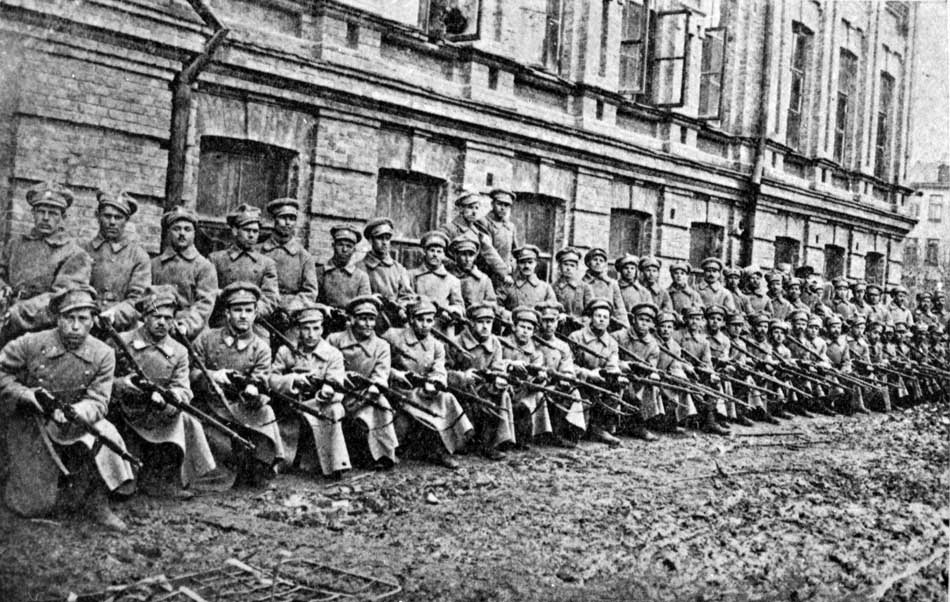
Січові Стрільці

- 2-й український полк імені Павла Полуботка.
- Гайдамацький кіш Слобідської України.
- Січові Стрільці.
- Запорізький корпус.
- Чорні запорожці.
- Сірожупанники.
- Синьожупанники.
- Третя Залізна Стрілецька дивізія Армії УНР
- Степова Дивізія.
- Поліська Січ.
- Спільні Військові Юнацькі Школи.
- Українська Галицька Армія.

### Флот
- Військово-морські сили УНР
- Морська піхота УНР
- Торговельний флот УНР

## Релігія
- Українська автокефальна православна церква 1919—1937.
- Російська православна церква.

## Мапи

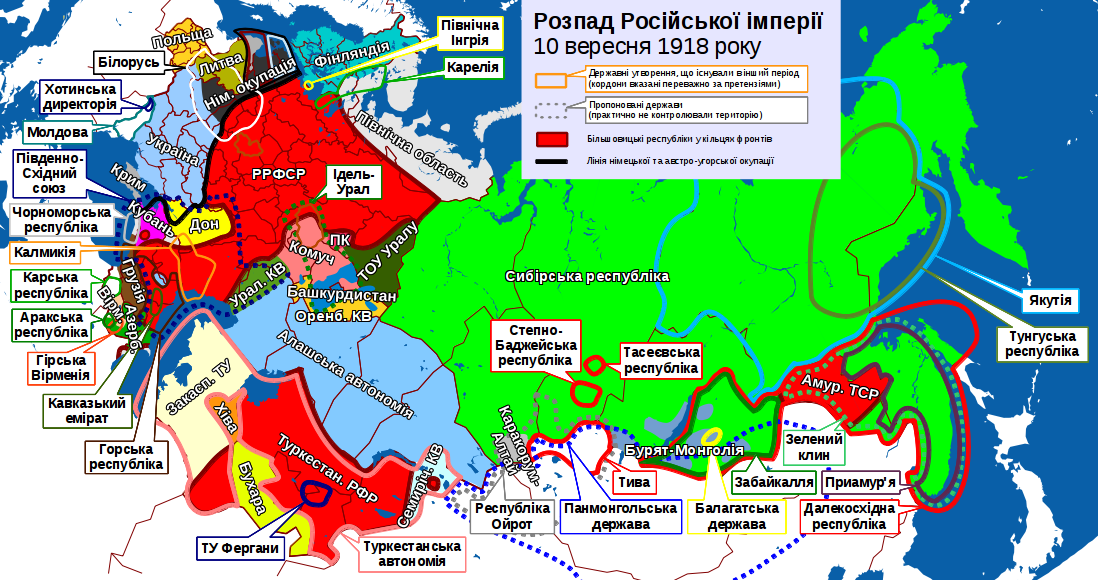
Політична ситуація у колишній Російській імперії у 1918

## Доба УНР в кіно та мистецтві

### Художнє кіно
- Проголошення незалежності України (1918, Українська Держава).
- Резиденція гетьмана (1918, Українська Держава).
- Київ звільнений (1918, Українська Держава)
- Міністр військ М, Грушевський (1918, Українська Держава).
- Український комендант Ровінський (1918, Українська Держава).
- Червоні по білих (1919, УСРР).
- Заляканий буржуй (1919, УСРР).
- Червоні дияволята (1923, ЗСФРР).
- Укразія (1925, СРСР).
- Арсенальці (1925, СРСР).
- П/К/П (1926, СРСР).
- Два дні (1927, СРСР).
- Звенигора (1927, СРСР).
- Як це було (1928, СРСР)
- Арсенал (1929, СРСР).
- Стара фортеця (1937, СРСР).
- Щорс (1939, СРСР).
- Як гартувалась сталь (1942, СРСР).
- Олександр Пархоменко (1942, СРСР).
- Павло Корчагін (1956, СРСР).
- Правда (1957, СРСР).
- Тривожна молодість (1958, СРСР).
- Невловимі месники (1966, СРСР).
- Інтервенція (1968, СРСР).
- Як гартувалась сталь (1973, СРСР).
- Стара фортеця (1973, СРСР).
- Дні Турбіних (1976, СРСР).
- Тачанка з півдня (1977, СРСР).
- Перша кінна (1984, СРСР).
- 9 життів Нестора Махна (2009, Росія).
- Біла гвардія (2010, Росія).
- Варшавська битва (2011, Польща).

### Документальні стрічки
- Непрощені — Симон Петлюра — виробництво телеканалу «1+1», 2007 р.
- Операція «Тютюн» — виробництво телеканалу «1-й національний».
- Генерал Армії УНР Олександр Греков.
- Україна: забута історія — Крути — Молода Кров — в-тво телеканалу «Мега».
- Боги призначали інакше (2004) — про битву під Крутами, в-тво «НТКУ».
- 20 кроків до мрії. Крок 6 — Універсали Центральної Ради — в-тво «1-го національного».
- 20 кроків до мрії. Крок 10 — Проголошення Акту Злуки. (2011) — в-тво «1-го національного».
- Отаман Зелений — в-тво ДТРК «Культура».
- Українські Державники — Андрій Долуд (2008) — в-тво ЛОДТРК.
- Повернення правди. Юрій Горліс-Горський (2010) — в-тво ДТРК «Культура».
- І повіє вогонь новий з Холодного Яру (2007).
- Герої Базару (2010) — в-тво Житомирська ОДТРК.
- Пам'яті Героїв Крут присвячується (2011) — в-тво Львівська державна телекомпанія.
- Акт злуки: відтворення історичної правди (2011) — в-тво Львівська державна телекомпанія.
- Тризуб Нептуна (2010) — про становлення флоту, автор І. Канівець.
- Георгій Нарбут (1993) — в-тво «Укртелефільм».
- Крути. Народний контроль (2009) — в-тво «5 канал».
- Отамани холодного яру (2010) — в-тво телеканал «Культура».
- З полону — за волю. Цикл «Золоте стремено» (1993).
- Українська Революція. Втрачена держава (2007) — в-тво телеканалу «Тоніс».
- Хроніки української революції (2008) — режисер С. Братішко.
- Апельсинова долька (2004) — 3-и серії, в-тво студії «Телекон».
- Вільне Козацтво (2009) — в-тво «НТУ».
- Українська революція — автор І. Канівець.
- Постаті УНР в Проскурові — Медіа-корпорація «Є».

### Музика
- Щорс (опера).
- Сокира Перуна — 29 січня — Бій під Крутами.
- Тінь сонця — Ніколи не плач.
- Веремій, Ярослав Джусь та Шпилясті Кобзарі — Сповідь розстріляних душ.

## Зауваження
1. ↑  Дати подані за новим стилем
2. ↑  Якби намір вдалося реалізувати, це була б найбільша за площею і найбільша за населенням країна Європи, якщо не враховувати Росію